# Society of Independent Artists
La Society of Independent Artists fou una associació d'artistes americans fundada l'any 1916 i amb base a Nova York.
Inspirada en l'associació francesa Société des Artistes Indépendants, el seu objectiu era organitzar exposicions anuals d'artistes d'avantguarda. Aquestes exposicions havien de ser obertes a qualsevol que volgués mostrar-hi les seves obres, i no hi havia jurats ni premis. Per participar-hi s'havia de pagar una afiliació de sis dòlars i una quota d'inscripció. Els fundadors de la Societat eren Walter Arensberg, John Covert, Marcel Duchamp, Katherine Sophie Dreier, William J. Glackens, Albert Gleizes, John Marin, Walter Pach, Man Ray, Mary Rogers, John Sloan i Joseph Stella.
La "Primera Exposició Anual" de la societat al Grand Central Palace, Nova York, del 10 d'abril al 6 de maig del 1917, va incloure més de 2.000 obres d'art, penjades per ordre alfabètic segons el cognom de l'artista. Tot i que hi havia inscrits de tot el món, eren majoritàriament artistes de Nova York i d'altres ciutats de la Costa Est.
Marcel Duchamp dimití com a director després que es decidís no incloure a l'exposició la Font — un readymade en la forma d'un urinal signat amb el pseudònim "R. Mutt.", també inscrita per l'artista Elsa von Freytag-Loringhoven. L'incident va fer que l'exposició no fos realment inaugurada.
Després del primer president, William Glackens, John Sloan en va ser el president del 1918 fins a la seva mort el 1951. Del 1918 al 1934 A.S. Baylinson en va ser el secretari.